# Iphiaulax deliensis
Iphiaulax deliensis är en stekelart som beskrevs av Cameron 1912. Iphiaulax deliensis ingår i släktet Iphiaulax och familjen bracksteklar. Inga underarter finns listade i Catalogue of Life.